# Journal of Comparative and Physiological Psychology
Il Journal of Comparative and Physiological Psychology è stata una rivista accademica sottoposta a revisione paritaria e pubblicata dall'American Psychological Association. Fu fondata nel 1921 con il titolo di Journal of Comparative Psychology, a seguito della fusione tra due riviste, Psychobiology (1918-1920) eil  Journal of Animal Behavior (1911-1916). 
Nel 1947 fu ribattezzata Journal of Comparative and Physiological Psychology.
La pubblicazione cessò nel 1982, quando la rivista fu divisa in Behavioral Neuroscience e nella ricostituita Journal of Comparative Psychology.
Dal 1965 al 1982, gli abstract e gli articoli sono stati indicizzati da Index Medicus/MEDLINE/PubMed.

## Articoli notevoli
Esempi derivati da it.wikipedia
- Frey, A. H., & Feld, S. R. (1975). Avoidance by rats of illumination with low power nonionizing electromagnetic energy', in  Journal of Comparative and Physiological Psychology, 89(2), 183–188. DOI: 10.1037/h0076662 (inquinamento elettromagnetico)
- Thomas R Zentall, Perspectives On Observational Learning In Animals, in Journal of Comparative Psychology, vol. 126, n. 2, 2012,  pp. 114-128, DOI:10.1037/a0025381. (apprendimento osservazionale)
- Garland T, Zhao M, Saltzman W, Hormones and the Evolution of Complex Traits: Insights from Artificial Selection on Behavior, in Integrative and Comparative Biology, vol. 56, n. 2, agosto 2016,  pp. 207-24, DOI:10.1093/icb/icw040, PMC 5964798, PMID 27252193. (istinto)
- (EN) Kenneth L. Grady, Charles H. Phoenix e William C. Young, Role of the developing rat testis in differentiation of the neural tissues mediating mating behavior., in Journal of Comparative and Physiological Psychology, vol. 59, n. 2, 1965-04,  pp. 176-182, DOI:10.1037/h0021824. URL consultato il 28 agosto 2021. (studi di genere)
- Lubow, R.E., & Moore, A.U. (1959). Latent inhibition: The effect of non-reinforced preexposure to the conditioned stimulus. Journal of Comparative and Physiological Psychology, 52, 415-419. (inibizione latente)